# Ковельман, Аркадий Бенционович
Арка́дий Бенцио́нович Ковельма́н (род. 28 марта 1949, Москва) — американский и российский историк, переводчик, папиролог, специалист в области иудаизма, раннего христианства, античной и современной философии и литературы. Доктор исторических наук (1991), профессор. Заведующий кафедрой иудаики Института стран Азии и Африки МГУ имени М. В. Ломоносова (с 2006); с 2020 г. проживает в США.

## Биография
В 1971 году окончил исторический факультет МГУ имени М. В. Ломоносова. В 1974 году там же защитил диссертацию на соискание учёной степени кандидата исторических наук «Египетская деревня середины I в. н. э. По архиву тебтюнисского графейона». В 1990 году там же защитил диссертацию на соискание учёной степени доктора исторических наук «Массовое сознание в Римском Египте. 30 г. до н. э. — IV в н. э.» (специальность 07.00.03 — всеобщая история); официальные оппоненты — доктор исторических наук, член-корреспондент АН СССР С. С. Аверинцев, доктор исторических наук, профессор С. П. Карпов и доктор исторических наук А. И. Павловская; ведущая организация — Институт востоковедения АН СССР.
В 1971—1973 годы работал в Фундаментальной библиотеке ИНИОН АН СССР, в 1975—1988 гг. — в Государственной библиотеке имени В. И. Ленина, в 1988—1992 годах — член редакции журнала «Народы Азии и Африки». В 1992—1996 годах был проректором и ректором Еврейского университета в Москве, в 1996—1998 годах — приглашённым научным сотрудником Йоркского университета и Университета Квинс в Кингстоне. В 1998 году возглавил вновь созданный Центр иудаики и еврейской цивилизации Института стран Азии и Африки МГУ имени М. В. Ломоносова, а с 2006 года — заведующий кафедрой иудаики ИСАА МГУ; с 2020 г. проживает в США. Выступал с лекциями в Пенсильванском, Чикагском и Мичиганском университетах, Свободном университете Берлина, Флорентийском университете и др. Входит в редакционную коллегию ряда журналов, в том числе с 2002 года — журнала «The Review of Rabbinic Judaism Ancient, Medieval and Modern» (Leiden: Brill). В 2002—2006 годы был членом исполнительного комитета Европейской ассоциации иудаики. С 1994 года является членом академического совета Центра научных работников и преподавателей иудаики в вузах Сэфер. С 2013 года — председатель Учёного совета Еврейского музея и Центра толерантности в Москве. С 1996 года — член Общественного совета Российского еврейского конгресса.

## Научная деятельность
В статьях 70-х — 90-х гг. и в монографии «Риторика в тени пирамид» (1988) исследовал стиль документальных папирусов из эллинистического, римского и византийского Египта. Доказывал, что перемена стиля свидетельствует о духовных революциях I—II и в V—VI вв.: от прагматизма к морализму и от морализма — к мифу. В книге «Толпа и мудрецы Талмуда» (1996) и в монографии «Between Alexandria and Jerusalem» (2005) писал о роли толпы как аудитории в I—II вв. н. э. Разделение народа на толпу и проповедников (риторов, рабби, христианских учителей) сопровождалось появлением «серьёзно-комической литературы», к которой принадлежал и Талмуд. В книге «Сокрытое и явленное в Талмуде» (2016), написанной в соавторстве с У. Гершовичем, выдвинул идею скрытого смысла, заложенного в композицию талмудических трактатов. В сборнике статей «Эллинизм и еврейская культура» (2007), в книге «Талмуд, Платон и сияние Славы» (2011), а также в монографии «Вошедшие в Пардес» (2019) обратился к европейской и русской философии и словесности (Мандельштам, Пастернак, Бродский, Битов, Ерофеев, Стругацкие, Деррида, Хайдеггер, Гегель и др.). Исследовал символы и метафоры в иудейской, христианской и светской культуре.

## Награды и премии
- Премия Макса Фишера за развитие еврейского образования в Диаспоре (Max M. Fisher Prize for Jewish Education in the Diaspora) (2009)

- Премия «Скрипач на крыше». Ежегодная (год 5776) награда Федерации Еврейских общин в России в номинации «Образование» («Человек года») (2016)

## Научные труды
- Ковельман А. Б. Риторика в тени пирамид: Массовое сознание в Римском Египте. — М.: Наука, 1988. — 192 с.
- Ковельман А. Б. Толпа и мудрецы Талмуда. — М.: Издательство Еврейского университета в Москве, 1996. — 81 с. — ISBN 5-7349-0011-7.
- Вавилонский Талмуд. Антология аггады / пер. и коммент. У. Гершовича и А. Б. Ковельмана; под общ. ред. А. Штейнзальца и С. С. Аверинцева. — М.; Иерусалим: Институт изучения иудаизма в СНГ; Израильский институт талмудических публикаций, 2001. — Т. 1. — 266 с. — ISBN 5-901905-01-6.
- Вавилонский Талмуд. Антология аггады / пер. и коммент. У. Гершовича и А. Б. Ковельмана; под общ. ред. А. Штейнзальца и С. С. Аверинцева. — М.; Иерусалим: Институт изучения иудаизма в СНГ; Израильский институт талмудических публикаций, 2004. — Т. 2. — 326 с. — ISBN 5-901905-06-7.
- Вавилонский Талмуд. Антология аггады / пер. и коммент. У. Гершовича и А. Б. Ковельмана; под общ. ред. А. Штейнзальца и С. С. Аверинцева. — М.; Иерусалим: Институт изучения иудаизма в СНГ; Израильский институт талмудических публикаций, 2008. — Т. 3. — 268 с. — ISBN 978-5-901905-16-6.
- Вавилонский Талмуд: Антология аггады (сокращенное издание в одном томе) / пер. и коммент. У. Гершовича и А. Б. Ковельмана; под общ. ред. А. Штейнзальца. — М.; Иерусалим: Институт изучения иудаизма в СНГ; Израильский институт талмудических публикаций, 2012. — 707 с.
- Ковельман А. Б. Эллинизм и еврейская культура. — М.; Иерусалим: Мосты Культуры / Гешарим, 2007. — 222 с. — ISBN 978-5-93273-255-5.
- Ковельман А. Б. Талмуд, Платон и сияние Славы. — М.: Книжники, 2011. — 173 с. — (Чейсовская коллекция). — ISBN 978-5-9953-0154-7.
- Ковельман А. Б. Вошедшие в Пардес. Парадоксы иудейской, христианской и светской культуры. — М.: Книжники, 2019. — 256 с. — (Чейсовская коллекция). — ISBN 978-5-9953-0608-5.
- Ковельман А. Б. Герменевтика еврейских текстов. Учебное пособие к курсу «Источниковедение истории евреев». — М.: Книжники, 2012. — 108 с. — (Чейсовская коллекция). — ISBN 978-5-9953-0191-2.
- Ковельман А. Б., Гершович У. Сокрытое и явленное в Талмуде. Очерк нефилософского мышления на исходе античности. — М.: Индрик, 2016. — 445 с. — ISBN 978-5-91674-397-5.
- Kovelman A. Between Alexandria and Jerusalem : The Dynamic of Hellenistic and Jewish Culture (англ.). — Leiden, Boston: Brill, 2005. — XIV, 178 p. — (The Brill Reference Library of Judaism,21). — ISBN 978-90-04-14402-6.